# Stanisław Kazanowski (1601–1648)
Stanisław Kazanowski herbu Grzymała (ur. 1601, zm. 1648) – starosta krośnieński (starostwo otrzymał po ojcu w 1622 roku), jaworowski 1628, starosta przedborski w 1636 roku, dworzanin królewski Władysława IV.
Syn Elżbiety i Zygmunta, starszy brat Adama Heleny, Katarzyny i Aleksandry, którym ojciec odstąpił Grzymałów, Kazanów i Ciepielów w 1627 roku. Od dzieciństwa towarzysz królewicza Władysława IV Wazy.
Usunięty przez Zygmunta III z dworu za rozwiązłość.  W 1633 roku otrzymał wsie Kunin, Kunińską Wolę, Krechów i inne należące do starostwa jaworskiego. Ożenił się z Marią Kleotą Blehemin, z którą miał dwóch synów: Zygmunta i Adama oraz córkę Annę Zofię. Wraz z bratem Adamem z odziedziczonego po ojcu Kazanowa, Grzymałowa i Ciepielowa prawdopodobnie uczynił posag dla najmłodszej siostry Aleksandry, gdy wychodziła ona za mąż w 1647 roku, za Mikołaja Głogowskiego kasztelana radomskiego.